# Stade Marcel-Picot
Das Stade Marcel-Picot befindet sich in Tomblaine, einem Vorort von Nancy. Es liegt in einem Naherholungsgebiet, einem Park unmittelbar an der Meurthe.

## Geschichte
Das Fußballstadion wurde am 8. August 1926 mit einem Leichtathletikfest eröffnet und hieß bis 1963 Parc des Sports du Pont d’Essey. Der FC Nancy spielte bis zu seiner Auflösung 1965 in der Spielstätte. Sein heutiger Name ist zurückzuführen auf Marcel Picot, den ehemaligen Präsidenten des FC Nancy. Im Jahr 1963 wurde eine Flutlichtanlage errichtet.
Im Jahr 1973 baute man eine neue Tribüne, so dass dann 25.000 Zuschauer Platz fanden. Der Zuschauerrekord stammt vom 16. September 1976 aus dem Spiel AS Nancy – AS Saint-Étienne, das vor 30.384 Zuschauern stattfand. 1978 wurde die Leichtathletikanlage entfernt, um neue Tribünen bauen zu können.
Am 23. Mai 1988 war das Stade Marcel-Picot Austragungsort des Abschiedsspiels von Michel Platini, der seine Profikarriere beim AS Nancy startete. Die französische Fußballnationalmannschaft mit Platini spielte gegen eine Auswahlmannschaft mit Diego Maradona.
Eine komplette Renovierung der Arena wurde vom 18. Oktober 1999 bis ins Jahr 2003 durchgeführt. Seit dem Aufstieg des Vereins in die erste Liga liegt die Zuschauerauslastung bei über 90 Prozent.